# Mount Harcourt
Mount Harcourt ist ein 1535 m hoher Berg in der antarktischen Ross Dependency. Er ragt etwa 8 km östlich des Mount Kyffin in der Commonwealth Range auf. 
Teilnehmer der Nimrod-Expedition (1907–1909) unter der Leitung des britischen Polarforschers Ernest Shackleton entdeckten ihn. Benannt ist der Berg nach dem britischen Politiker Robert Venables Vernon Harcourt (1878–1962), einem Unterhausabgeordneten der Liberal Party, der sich für die finanzielle Unterstützung der Nimrod-Expedition durch die britische Regierung eingesetzt hatte.